# Hippomaque
Dans la mythologie grecque, Hippomaque (en grec ancien Ίππόμαχος / Hippomakhos), est un guerrier troyen, l'un des trois fils d'Antimaque, frère d'Hippoloque et Pisandre.
Sa mort est racontée dans l’Iliade : il meurt pendant l'attaque du mur de protection des navires grecs, lorsque le Lapithe Léontée l'atteint de sa lance au ceinturon.